# 来徳女学校
来徳女学校（らいとじょがっこう）は、明治時代、青森県弘前市に設立されたメソジスト系のミッション・スクール。弘前学院の前身校である。

## 歴史

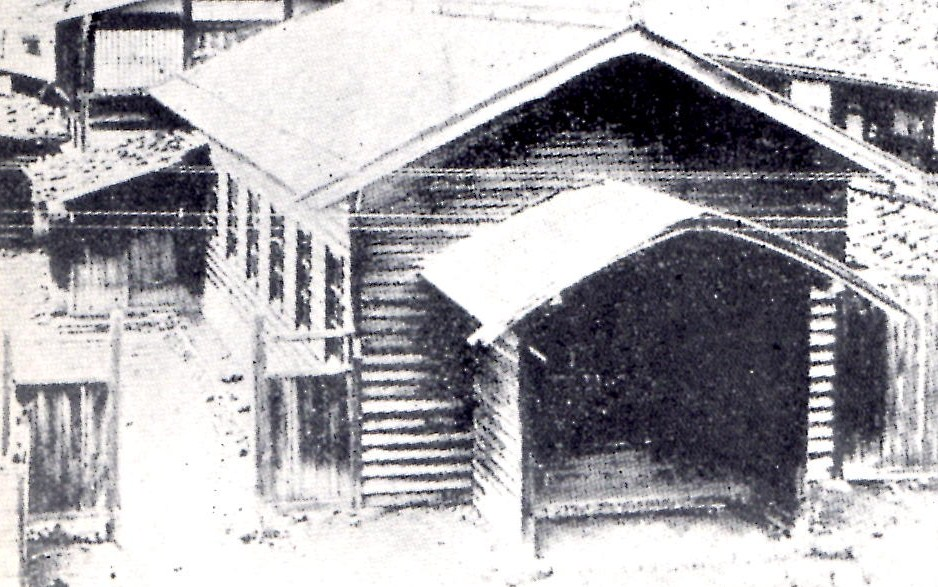
1880年に建設された弘前教会会堂。来徳女学校の校舎を兼ねた

1886年、アメリカ人のカロライン・ライトの出資によって、本多庸一（後の日本メソジスト教会初代監督）が弘前教会内に建設した。校名は、出資者ライトの姓に因んで「来徳」となった。ライトは函館にも自らの出資で女学校を設立している（現・遺愛学院）。
なお、1885年に本多は相原英賢に弘前教会を託して仙台のメソジスト教会に転任し、さらに1888年東京英和学校（現・青山学院）に転任する。
後にライトは娘を失ったことを偲び、その遺愛を記念して、1887年に「来徳」の校名を弘前遺愛女学校に改めた。その頃、中田重治（後の日本ホーリネス教会初代監督）が小使としてしばらく働いていたことがある。また、同時期には、後に中田の妻となる小館かつ子が同校で教師を務めていた。
1889年には弘前女学校として文部省より認可され、教会から独立した私学になる。1901年に元大工町から坂本町に校舎を移転した。
戦後の1946年には聖愛高等女学校に改組し、1947年、1948年には学制改革によってそれぞれ新制聖愛中学校、聖愛高等学校に移行し、1950年には弘前学院短期大学（2000年に閉校）、1971年には弘前学院大学を開学し、現在に至る。